# Notiobiella peterseni
Notiobiella peterseni is een insect uit de familie van de bruine gaasvliegen (Hemerobiidae), die tot de orde netvleugeligen (Neuroptera) behoort. 
Notiobiella peterseni is voor het eerst wetenschappelijk beschreven door Banks in 1932.